# 仲里・ATSUMIボクシングジム
仲里・ATSUMIボクシングジム（なかざと・あつみボクシングジム）は、2012年12月まで大阪府大阪市大正区に所在していたプロボクシングのジムである。
第32回全日本ジュニアライト級新人王の仲里義竜（トム仲里）が会長を務めていた。
2008年5月1日付でグリーンツダボクシングクラブより移籍した久高寛之は、同年7月30日と翌2009年5月26日にWBA世界フライ級王座に挑戦、2010年12月23日にはWBA世界スーパーフライ級王座に挑戦、2013年8月24日にはWBO世界スーパーフライ級王座に挑戦しているがいずれも王座獲得に失敗。
2012年12月に仲里義竜が会長を務める仲里義竜ボクシングジムと西日本ボクシング協会初の女性会長である渥美富士子が会長を務め、第21代・第23代日本ジュニアミドル級王者大東旭が会長代行を務める渥美ボクシングジムに分裂した。尚、渥美ボクシングジムは大阪府大阪市西成区にある。

## 主な現役選手
- 仲里義竜ボクシングジム
  - 久高寛之（スーパーフライ級、初代WBCインターナショナルフライ級シルバー王者。フライ級で2度、スーパーフライ級で2度世界王座に挑戦しているがいずれも王座獲得に失敗。）
  - 高山勝成（ミニマム級、元WBC世界ミニマム級王者。元WBA世界ミニマム級暫定王者。元IBF世界ミニマム級王者。2013年7月12日付でJBCからのライセンスの再交付を受けIBF王座の正式承認と国内での活動が可能になった。[1]日本人初のJBC公認下で、WBA・WBC・IBFの、それぞれのタイトル獲得経験者。）

- 渥美ボクシングジム
  - 野中悠樹（ミドル級、第29代日本スーパーウェルター級王者。第27代OPBF東洋太平洋スーパーウェルター級王者。
尼崎ボクシングジム時代の2009年11月1日に柴田明雄に敗れ日本スーパーウェルター級王座とOPBF東洋太平洋スーパーウェルター級王座から陥落[2]。）
  - 仲村正男（スーパーフェザー級、第38代OPBF東洋太平洋スーパーフェザー級王者。）
  - 樋高リオ（ヘビー級、2009年に大阪帝拳より移籍。2010年1月にJBCライセンスを再取得[3]。）
  - 津田修吾（ウェルター級）

- その他
  - 望月誠太（フライ級、フュチュールへ移籍）